# 费氏肥螈
费氏肥螈（学名：Pachytriton feii）是有尾目蠑螈科肥螈属下的一个种。仅分布于中国皖南山区及其毗连的江西东北部地区。模式标本产地为安徽黄山。